# Ближе, Господь, к Тебе (гимн)

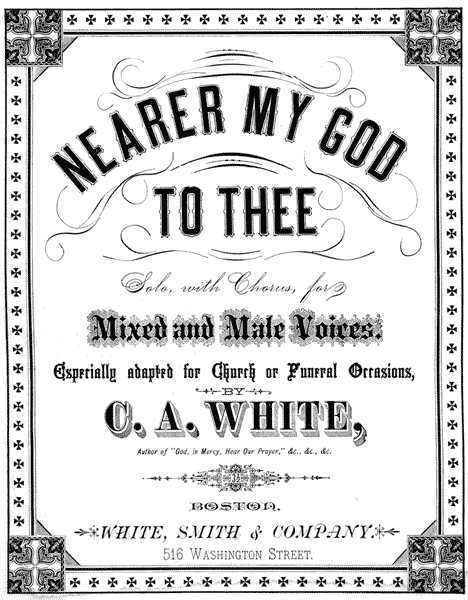

Ближе, Господь, к Тебе (англ. Nearer, My God, to Thee) — английский христианский гимн XIX века, написанный английской поэтессой Сарой Флауэр Адамс в 1841 году. Наиболее популярная музыкальная версия создана композитором Лоуэллом Мейсоном в 1856 году, однако существуют и другие мелодии.
Время перевода на русский язык неизвестно, однако он включён уже в сборник гимнов евангельских христиан «Гусли» и с тех пор известен именно под этим названием (более точный перевод — «Ближе, мой Бог, к Тебе»). В сборнике Ясько «Гимны христиан» (1956) он значится под № 123.

## Оригинальный текст
Nearer, my God, to Thee, nearer to Thee!
Even though it be a cross that raiseth me;
Still all my song would be nearer, my God, to Thee,
Nearer, my God, to Thee, nearer to Thee!
(Хор)
Though like the wanderer, the sun gone down,
Darkness be over me, my rest a stone;
Yet in my dreams I’d be nearer, my God, to Thee,
Nearer, my God, to Thee, nearer to Thee!
(Хор)
There let the way appear steps unto heav’n;
All that Thou sendest me in mercy giv’n;
Angels to beckon me nearer, my God, to Thee,
Nearer, my God, to Thee, nearer to Thee!
(Хор)
Then with my waking thoughts bright with Thy praise,
Out of my stony griefs Bethel I’ll raise;
So by my woes to be nearer, my God, to Thee,
Nearer, my God, to Thee, nearer to Thee!
(Хор)
Or if on joyful wing, cleaving the sky,
Sun, moon, and stars forgot, upwards I fly,
Still all my song shall be, nearer, my God, to Thee,
Nearer, my God, to Thee, nearer to Thee!

## Русский перевод
Ближе, Господь, к Тебе, ближе к Тебе,
Хотя б крестом пришлось подняться мне;
Нужно одно лишь мне:
Ближе, Господь, к Тебе,
Ближе, Господь, к Тебе,
Ближе к Тебе!
В пустыне странник я, и ночь темна.
Отдых на камне лишь найдет глава.
Но сердце и во сне
Ближе, Господь, к Тебе,
Ближе, Господь, к Тебе,
Ближе к Тебе!
Там лестница наверх, к свету ведет
Страхи оставлю здесь, вся печаль сойдет.
С ангелом за руку вверх я взойду к звезде:
Ближе, Господь к Тебе,
Ближе к Тебе!
И пробудясь от сна песнь воспою;
Твоей хвалой, Христос, плач заменю.
В скорби отрада мне:
Ближе, Господь, к Тебе!
Ближе, Господь, к Тебе,
Ближе к Тебе!
Когда земную жизнь окончу я,
Когда во славу Ты введешь меня,
Вечная радость мне:
Ближе, Господь, к Тебе,
Ближе, Господь, к Тебе,
Ближе к Тебе!

## Музыкальные версии
- Bethany
- Horbury
- Propior Deo

## «Титаник»
«Ближе, Господь, к Тебе» традиционно связывается с катастрофой «Титаника», поскольку выжившие пассажиры (в том числе Вайолет Джессоп) рассказывали, что оркестр корабля играл этот гимн, когда судно уже начало тонуть (резко погружаться в 2:13 по полуночи).
Отсутствие точных данных относительно того, какой именно вариант мелодии исполняли музыканты, привело к различным трактовкам в кино. Версия «Bethany» впервые использовалась в британском фильме 1929 года «Атлантик», и хотя сам фильм не является исторически точным (его создатели были вынуждены пойти на беллетризацию сценария, чтобы избежать разбирательств с White Star Line), этот фильм закрепил в массовом сознании именно этот вариант мелодии. «Bethany» звучит в эпизоде «Кавалькады» (1933), немецком пропагандистском фильме 1943 года, а также «Титаника» (1953) Жана Негулеско и телефильме 1996 года, тогда как версия «Horbury», больше подходящая для хорового исполнения, использовались только в фильме 1958 года «Гибель „Титаника“» режиссёра Роя Уорда Бейкера.
Наконец, версия «Bethany» используется в фильме Джеймса Кэмерона «Титаник» (1997 год). Уоллес Хартли, дирижёр судна, погибший как и все остальные музыканты вместе с кораблём, был знаком с этим гимном, который часто исполняется на похоронах. Однако так как он был англичанин и методист, то скорее всего он использовал или версию «Horbury», более популярную в Англии, или «Propior Deo» (характерную для методистов), но не «Bethany». Его отец, регент методистской церкви, использовал «Propior Deo» в течение более чем тридцати лет. Семья дирижёра была уверена, что он исполнял версию «Propior Deo», и именно начальные ноты этой мелодии высечены на памятнике музыканту.
Расхождения, связанные с показаниями Гарольда Брайда, могут быть вызваны тем, что версия «Propior Deo» по своему ритму очень похожа на вальс Арчибальда Джойса «Autumn», но исполняется в мажоре. Полковник Арчибальд Грейси так же отметил в своём отчёте, что музыканты играли в общем весёлые и бодрые мотивы, и исполнение гимна рассматривалось бы как бестактное предупреждение о немедленной смерти для всех пассажиров, и один только гимн мог вызвать панику.
Торжественно-утверждающая версия «Propior Deo», подходящая для клавишных, звучит только в одном фильме «S.O.S.Titanic» (1979), где изображается, как музыканты играют под аккомпанемент пианино, вытащенного на палубу.

## Другие факты
- Этот гимн исполнялся, когда тело 20-го президента США (второго из убитых) Джеймса Гарфилда было предано земле на кладбище Лейквью в Кливленде, Огайо.
- Согласно рассказам очевидцев последними словами 25-го президента США (третьего из убитых) Уильяма Мак-Кинли были первые строки этого гимна. В полдень 13 сентября 1901 года, после минуты молчания в память о погибшем президенте, оркестры в Мэдисон Сквер исполняли именно этот гимн. Он же был использован в поминальной службе в Вестминстерском аббатстве, Лондон.
- Ассоциация Гимна как «молитвенной мелодии катастроф и кораблекрушений» закрепилась ещё до «Титаника»: канадский пароход «Валенсия» затонул в 1906 году у берегов острова Ванкувер, и тогда экипаж и пассажиры, загнанные на верхней палубе, действительно его пели.
- Так называется фильм 1917 года, снятый в Великобритании.
- Этой песней заканчивается фильм «Сан-Франциско» (1936 год), что также в определённой мере усилило печальные коннотации гимна в массовой культуре.
- Фрагмент гимна в исполнении общины пятидесятников звучит в советском фильме «Тучи над Борском» (1960).
- В фильме «Председатель» (СССР, 1964) гимн поют нищие старик и старушка, притворяющиеся слепым и поводырём.
- Так называется один из рисунков врача, практиковавшего эвтаназию, Джека Кеворкяна, прозванного «Доктор Смерть».
- Этот гимн исполнялся на похоронах президента США Джеральда Форда.
- Американский консервативный журналист Уильям Бакли упоминает во введении к своей книге 1997 года «Ближе, Мой Бог: автобиография веры», что название было вдохновлено гимном «Ближе, мой Бог, к Тебе».
- В начале фильма «Симпсоны в кино» есть эпизод, пародирующий фильм «Титаник»: когда Green Day играют на барже на озере Спрингфилда, дабы привлечь внимание жителей к проблемам экологии, их баржа начинает тонуть из-за токсичности озера. Когда баржа начинает погружаться, басист Майкл Дирнт цитирует Уоллеса Хартли из «Титаника» Кэмерона: «Это была честь играть с Вами сегодня вечером». Музыканты вынимают скрипки и начинают играть «Ближе, Господь, к Тебе».
- В эпизоде «Южного Парка» «Лето — отстой», ребята играют «Ближе, Господь, к Тебе» во время столпотворения после взрыва «дымового змея».
- Исполнялся на церемонии открытия летних Олимпийских игр в Лондоне-2012.